# Пайбердин, Олег Вячеславович
Олег Вячеславович Пайбердин (род. 13 декабря 1971, Алтай) — российский композитор, дирижёр, педагог. Основатель ансамбля «Галерея актуальной музыки».

## Биография
Родился 13 декабря 1971 года на Алтае. Отец — Пайбердин Вячеслав Яковлевич (в 1981—1986 годах — преподаватель музыки в Детской музыкальной школе имени Дины Нурпеисовой города Каратау). Детство и юность прошли в городе Каратау (Казахстан).
Окончил Асбестовское музыкальное училище и Уральскую государственную консерваторию имени Мусоргского в Екатеринбурге. Окончил аспирантуру Уральской государственной консерватории (класс Анатолия Нименского).
Член Союза композиторов России с 1997 года. Лауреат III Международного конкурса по композиции имени Сергея Прокофьева (Москва — Санкт-Петербург, 1999), II Международного конкурса современной музыки «Композитор XXI века» (Калуга, 2014).
Один из основателей и руководителей екатеринбургской мастерской новой музыки «Autograph».
Преподавал на кафедре композиции и инструментовки Уральской государственной консерватории имени М. П. Мусоргского.
С 2005 года живет в Москве и работает в Московской государственной академической филармонии. Один из инициаторов и арт-директор фестиваля актуальной музыки «Другое пространство» (2009, 2010).
Основатель, художественный руководитель и дирижер ансамбля «Галерея актуальной музыки», представитель Новой консонантной музыки.